# كين سكوت (ممثل)
كين سكوت (بالإنجليزية: Ken Scott)‏ هو ممثل أمريكي، ولد في 13 أكتوبر 1928 ببروكلين في الولايات المتحدة، وتوفي في 2 ديسمبر 1986 بلوس أنجلوس في الولايات المتحدة.

## وصلات خارجية
- كين سكوت على موقع IMDb (الإنجليزية)
- كين سكوت على موقع تيرنر كلاسيك موفيز (الإنجليزية)
- كين سكوت على موقع قاعدة بيانات الفيلم (الإنجليزية)